# Juan Gualberto López-Valdemoro de Quesada
Juan Guadalberto o Gualberto López-Valdemoro de Quesada, VI comte de Donadío de Casasola i de las Navas (Màlaga, 26 de setembre de 1855 - Madrid, 28 d'abril de 1935) va ser un polígraf, catedràtic, i acadèmic de la Reial Acadèmia Espanyola, a més de membre d'altres institucions. Bibliotecari major d'Alfons XIII en la Reial Biblioteca de 1893 a 1931.

## Biografia
Va ser fill de Norberto López Valdemoro i de Juana Gualberto y Quesada, comtessa de Donadío de Casasola. La seva àvia era la comtessa vídua de las Navas, Carmen Pizarro, i va heretar el títol. Va estudiar batxiller a Màlaga, encara que el seu títol va ser expedit a Cabra (Còrdova). En 1870 es va traslladar al Col·legi del Sacromonte, a Granada, per estudiar Dret; es va llicenciar a Sevilla, havent cursat alguna assignatura a Salamanca. En aquells dies va conèixer a Lucena, a casa de la seva àvia a qui després seria el seu mestre i el seu amic, l'erudit escriptor del realisme Juan Valera, a qui va dedicar llibres i conferències.
Va acabar la carrera d'arxiver i bibliotecari a l'Escola Superior de Diplomàtica de Madrid. Va ser destinat a Governació i, més tard, a Correus, cos en el que es jubilaria com a cap superior el 1925. Va freqüentar les tertúlies literàries tan freqüents en la vida social madrilenya de llavors, com les de la vídua del duc de Rivas, d'Emilia Pardo Bazán i de Juan Valera. Hi va conèixer Antonio Cánovas del Castillo, Marcelino Menéndez Pelayo, Blanca de los Ríos, Jacinto Octavio Picón, el marquès de Lema, el doctor Thebussem, Emilio Pérez Ferrari, a l'ancià Francisco Martínez de la Rosa i a poetes de renom com José Zorrilla, Salvador Rueda o el mateix Rubén Darío. Amb algun d'ells va tenir molt tracte, com amb Marcelino Menéndez Pelayo. En morir, el seu germà Enrique li va enviar la ploma i última quartilla que havia escrit don Marcelino en el llit de mort, hores abans, sobre el Bisbe Osi, ambdues avui a la Reial Biblioteca. Fou nomenat fill predilecte de Màlaga sent alcalde Gálvez Ginachero el 20 de maig de 1925. Va ser catedràtic de la Universitat Central de Madrid, i acadèmic de nombre de la Reial Acadèmia Espanyola de la Llengua (1922; ja havia estat presentat per Juan Valera infructuosament el 1903).
Pel que fa al seu servei en la Casa Reial, va ser nomenat en 1880 majordom de setmana d'Alfons XII, i en 1893 va ser nomenat bibliotecari major del rei Alfons XIII. Va succeir Manuel Remón Zarco del Valle. Va ser a més membre de la Hispanic Society of America, membre preeminent de l'Acadèmia de Lletres Humanes de Màlaga, corresponent de la Real Academia Sevillana de Buenas Letras i Gran Creu del Mèrit Civil d'Alfons XII. Va casar amb Manuela Fesser y Fesser.
D'obra molt abundant, va escriure publicacions molt diverses però va destacar com a contista, en obres d'erudició històrica, de bibliografia, d'àmbit local, Historia y viajes; Cosas de España, diverses novel·les, recopilacions d'articles periodístics, alguns volums de contes, entre ells La docena del fraile (1886) i Fósiles (1925) i, en col·laboració amb Juan Valera, el Doctor Thebussem i Narciso Campillo, la col·lecció Cuentos y chascarrillos andaluces. També va escriure obra històrica, sent molt rellevant un estudi històric-documental sobre la tauromàquia, a la qual era molt aficionat, i que va publicar en 1899: El espectáculo más nacional (Madrid, Rivadeneira, 1899), que és obra clàssica entre els estudiosos i bibliófilos taurins. Com a curiositat, cal dir-se que és avantpassat del cantant Bertín Osborne, ja que el seu pare, actual comte de Donadío de Casasola, era nebot seu i va heretar el títol en ser assassinat en les matances de Paracuellos, el 1936, l'únic fill del comte de las Navas. Molt monàrquic, va deixar el seu lloc com a director de la Reial Biblioteca després de gairebé quaranta anys al capdavant, en proclamar-se la II República. El Govern de la República nomenaria com a successor a Jesús Domínguez Bordona. Va morir uns anys després, el 1935. Va tenir bona biblioteca personal, dispersada pels seus posteriors hereus fins i tot encara a la fi del segle xx, encara que a la Reial Biblioteca va deixar duplicats i obres que li regalaven per la seva qualitat de director d'aquesta. Era d'una bibliofilia curiosa doncs va reunir llibres sobre productes alimentosos: xocolates, aigües, ous, etc i els enquadernava de vegades segons el color del producte, així, marró, blau celeste i groc respectivament.

## Obres
- El espectáculo más nacional, 1899.
- Historia y viajes
- Cosas de España, 1895.
- La docena del fraile. Doce cuentos y una historia que lo parece, Madrid: Impr. de Hernando, 1886.
- La decena (cuentos y chascarrillos, Madrid, Hijos de Ducazcal, 1895.
- La niña Araceli (historia que parece cuento), Barcelona, López, [1896]
- La media docena: cuentos y fábulas para niños, Madrid: Ducazcal, 1897.
- Don Juan Valera: apuntes del natural Madrid: [s.n.], 1905.
- De libros: (menudencias), Madrid: Fortanet, 1908.
- Catálogo de la Real Biblioteca: autores, historia. Madrid: Ducazcal, 1910, tres tomos.
- La conversación amena, discurso de ingreso en la RAE el 17 de febrero de 1924.
- Fósiles (1925)
- El doctor Thebussem, Madrid: Tipografía católica de A. Fontana, 1928.
- Obras incompletas (1929).